# Cohassett Beach
Cohassett Beach – jednostka osadnicza w Stanach Zjednoczonych, w stanie Waszyngton, w hrabstwie Grays Harbor, nad Oceanem Spokojnym.